# Isparta (település)
Isparta város Törökországban, Isparta tartomány székhelye, az azonos nevű körzet központja. A 2008-as évben 175 815 lélekszámú város rózsáiról híres, a környéken főként damaszkuszi rózsát (rosa damascena) termesztenek, melynek szirmaiból rózsaolajat sajtolnak, illetve rózsavizet is készítenek. Itt született Emre Aydın rockénekes és itt járt középiskolába Törökország egykori miniszterelnöke, Süleyman Demirel. Isparta körzetben 2008-ban 197 169 fő élt.

## Látnivalók
Isparta mellett találjuk az Eğirdir-tavat, melynek környéke kedvelt piknikezőhely. A városban számos történelmi épület áll, az Ulu-mecset például a 15. században épült, de találhatóak itt bizánckori templomok és szeldzsuk erődítmény is. Ugyancsak itt tekinthetőek meg Yalvaç (Piszidiai Antiocheia) romjai. A város közelében két nemzeti park is van, a Kovada és a Kızıldağ, utóbbi cédrusfáiról nevezetes. A város múzeumában számos görög, római kori, szeldzsuk és oszmán leletet állítottak ki.

## Képek

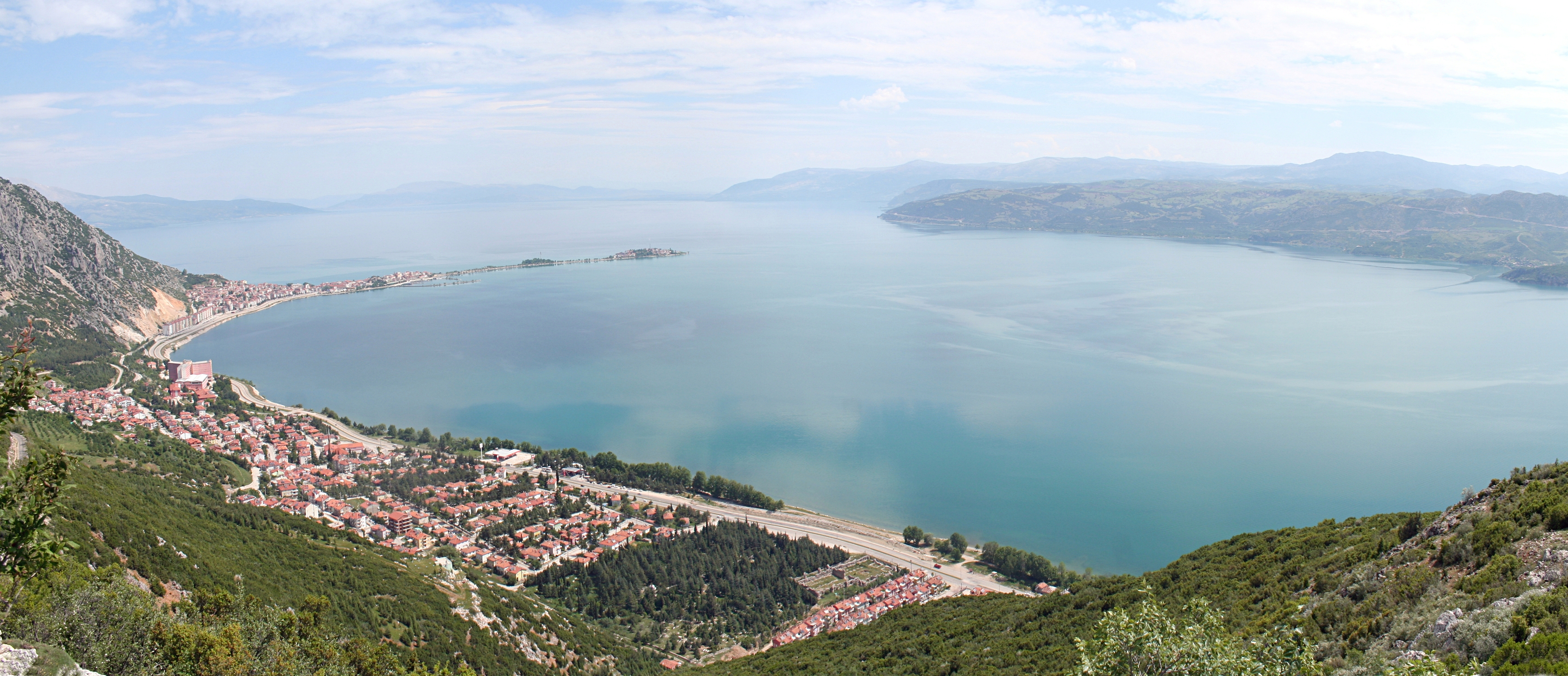
Az Eğirdir-tó
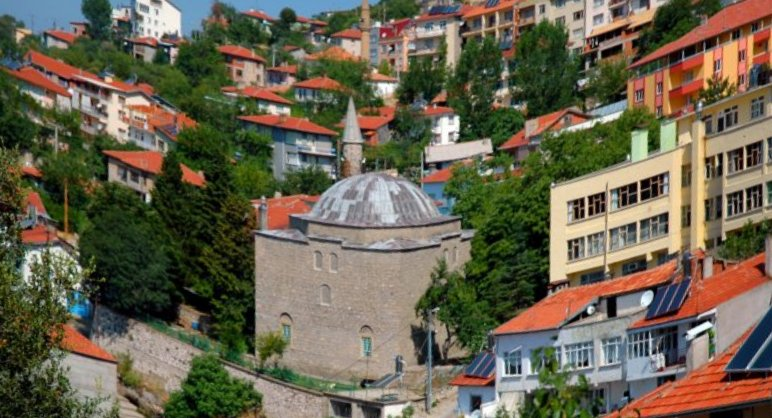
Seferağa-mecset